# Carla Bonner
Carla Bonner (Melbourne, 3 maart 1973) is een Australisch actrice.

## Levensloop
Bonner speelde in 1997 in een aflevering van Australische televisieserie Raw FM. Vanaf 1999 geeft ze gestalte aan Stephanie Scully in de soapserie Neighbours. Ze verliet de serie in 2010, kwam voor enkele maanden terug in 2013, en hernam de rol van Steph als vast personage in 2015.
In 2002 was ze te gast in het programma Celebrity Big Brother Australia, de Australische versie van het realityprogramma Big Brother Vips.
In 2012 publiceerde ze het boek Hook Line and Sink Her over vrouwen en relaties.
Bonner is ongehuwd en woont met haar twee kinderen Harley (1991), die van 2013 tot 2016 ook meespeelde in Neighbours als Joshua Willis, en Jhye (1998) in de omgeving van Melbourne.